# Межталамическое сращение
Межталамическое сращение (лат. adhesio interthalamica, massa intermedia, commissura mediana, англ. interthalamic adhesion, intermediate mass, middle commissure, в русском языке также известно как межталамическая адгезия, межталамическая спайка, промежуточная масса или срединная комиссура, срединная спайка) — это плоская полоса белого вещества, представляющего собой пучки миелинизированных нервных волокон (пучки аксонов отдельных нейронов), и соединяющая между собой медиальную поверхность обеих половинок таламуса. Медиальные поверхности половинок таламуса образуют верхние части соответствующих боковых стенок третьего желудочка головного мозга. Межталамическое сращение является эволюционно одним из самых древних межполушарных соединений.

## Анатомия
У млекопитающих, кроме человека и высших приматов, межталамическое сращение является относительно крупной структурой, хорошо заметной в пропорции с размерами самого таламуса и других структур головного мозга животного. У человека и высших приматов межталамическое сращение подверглось значительной функциональной атрофии, во многом в связи с тем, что функцию главного межполушарного соединения, по которому идёт основная часть информационного обмена между большими полушариями мозга, взяли на себя вышележащие, эволюционно более молодые, структуры — у приматов в основном передняя и задняя комиссуры, а у человека — в основном ещё более эволюционно молодое мозолистое тело, и, в меньшей степени, уже упоминавшиеся передняя и задняя комиссуры. В результате у человека межталамическое сращение имеет длину всего около 1 см, хотя у женщин оно больше в среднем на 50 % по сравнению с мужчинами. Иногда у человека межталамическое сращение состоит из двух не полностью соединённых частей, а в примерно 20-30 % случаев оно отсутствует полностью.
Межталамическое сращение, в отличие от, например, мозолистого тела или от передней и задней комиссур больших полушарий, содержит не только аксоны нейронов (белое вещество), но и значительное количество самих нейронов (серое вещество). Лишь небольшое количество нервных волокон, составляющих толщу межталамического сращения, в действительности пересекают срединную линию (то есть действительно информационно соединяют две половинки таламуса). Большинство из них лишь растут в направлении срединной линии, но не пересекают её, а загибаются внутрь и вбок, не доходя до срединной линии, и тем более не пересекая её, и, таким образом, остаются в пределах «своей» половинки таламуса. Более того, некоторые специалисты утверждают, что, якобы, само существование (меньшинства) нервных волокон, всё же пересекающих срединную линию таламуса, в межталамическом сращении до сих пор не доказано, и что, будто бы, поэтому вообще некорректно его называть сращением, комиссурой или спайкой, и причислять к межполушарным соединениям. Они полагают, что более корректно, в связи с этим, называть это образование «промежуточной массой» (massa intermedia, intermediate mass).

### Индивидуальные анатомические вариации
По не вполне понятным причинам, межталамическое сращение значительно увеличено у пациентов с мальформацией Арнольда — Киари типа II.

## История
В 1889 году португальский анатом Мачедо изучил головной мозг 215 умерших людей обоего пола, и показал, что у мужчин вероятность полного отсутствия межталамического сращения или его неполного соединения приблизительно вдвое выше, чем у женщин. При этом он безосновательно утверждал, что якобы преобладающей чертой людей, лишённых межталамического сращения или имеющих его неполное соединение, является чрезмерная сдержанность в выражении своих мыслей, чувств и эмоций. Это, по его мнению, приводит к развитию известной дисгармонии между внутренними ощущениями и их внешними проявлениями, и может предрасполагать к внутренним конфликтам и неврозам, как следствию чрезмерной сдержанности в выражении чувств и эмоций, закрытости внутреннего мира. Склонность мужчин «всё носить в себе» и реже предъявлять жалобы на, например, депрессию или тревогу, по сравнению с женщинами, Мачедо также приписывал в большей мере не факторам «маскулинного воспитания» и другим социальным и педагогическим факторам, а меньшим размерам у них межталамической спайки и более частому, по сравнению с женщинами, её отсутствию. Через несколько лет Мачедо изменил позицию, и стал связывать с меньшими размерами межталамического сращения у мужчин и с его более частым отсутствием у мужчин, по сравнению с женщинами, уже другое известное поведенческое отличие мужчин от женщин — их повышенную по сравнению с женщинами агрессивность. Между тем, как показывают данные современных исследований, на самом деле отсутствие или неполное соединение межталамического сращения не имеет никаких видимых поведенческих, когнитивных, эмоциональных или иных последствий, и является не патологией, а лишь индивидуальной особенностью. Известные же отличия психики, поведения и в частности особенностей функционирования когнитивной и эмоциональной сферы мужчин от женщин обусловлены другими факторами, и размеры межталамической спайки или её отсутствие, неполное сращение, не имеет к этому отношения.

## Дополнительные изображения

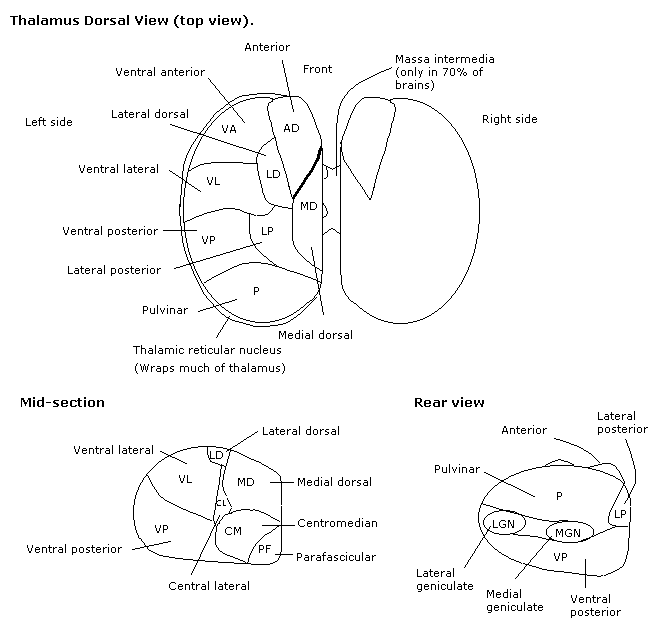
Таламус
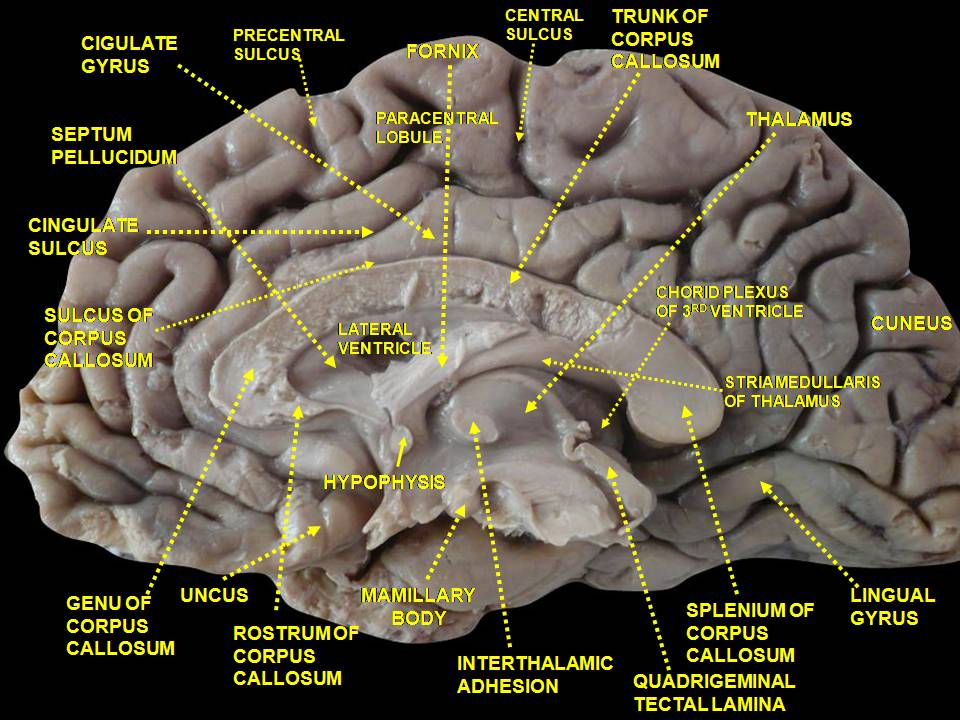
Медиальная поверхность полушария мозга. Медиальный вид. Глубокий разрез.